# سرگی فسنکو، اس‌آر.
سرگی فسنکو، اس‌آر. (به انگلیسی: Sergey Fesenko, Sr.) (زادهٔ ۲۹ ژانویهٔ ۱۹۵۹) شناگر اهل شوروی است.